# Пардю Фарма
„Пардю Фарма“ (на английски: Purdue Pharma) е частна фармацевтична компания, чието седалище се намира в Стамфорд, Кънектикът, САЩ.
Компанията е обвинявана като един от основните причинители на опиоидната криза в САЩ като са спомагали лекари и медицински лица да предписват силни опиоидни лекарства като Оксиконтин при липсваща сериозна причина.

## История
В своите ранни години Purdue Pharma е известна с антисептичните си продукти Betadine Solution и Senokot laxatives. По-късно става известна най-вече със своите болкоуспокояващи MS Contin и оксиконтин (OxyContin), но също така разработва и произвежда онкологични продукти и хранителни добавки.
Частната фармацевтична компания е основана през 1892 г. от д-р Джон Грей Пардю и Джордж Фредерик Бингам от Манхатън. През 1952 г. компанията е продадена на синовете на Исаак и Софи (по баща Грюнберг) Саклер, които са полски евреи. Двамата по-малки братя на Артър Саклер – лекарите Мортимър Саклер и Раймънд Саклер, придобиват компанията през 1952 г. Оборотите на Purdue Pharma бързо се покачват, а голяма част от печалбите се използва за филантропска дейност навсякъде по света, като към 2010 г. братята притежават близо £500 милиона в акции във фармацевтичния бизнес.
През 1962 г. седалището на компанията е преместено в Йонкърс, Ню Йорк. В продължение на години компанията се разширява и отваря работни места в Ню Джърси и Кънектикът. През 1991 г. се формира в съвременния си вид – Purdue Pharma LP. Занимава се с научноизследователска и развойна дейност, производство и търговия с лекарствени продукти с двойна употреба, които са под международен контрол. Продуктите, които разработва, са насочени предимно към облекчаване на болката и успокояване. Purdue Pharma е лидер на този пазар в Северна Америка. Към 2010 г. тя има около 1350 души персонал

## Скандали
През 1996 г. Purdue Pharma започва производството на скандалния оксиконтин, т.е. оксикодон, но под генерична марка. В началото на 2000 г. излизат първите доклади на държавни контролни органи за злоупотребата с OxyContin. През 2001 г. Ричард Блументал, главен прокурор на Кънектикът, излиза с изявление, призовавайки Purdue Pharma да предприеме действия по отношение на злоупотребата с Oxycontin от „пациентите“, и че Purdue Pharma има морално, ако не и юридическо задължение да вземе ефективни мерки, които да са насочени към пристрастяването и дори злоупотребата с нейния препарат оксиконтин, тъй като си е наркотик. До 2001 г. оксиконтин е най-продаваното болкоуспокяващо в САЩ, от което компанията реализира близо 80% от приходите си.
През май 2007 г. Purdue Pharma се признава за виновна за подвеждане на обществеността за риска от злоупотребата с OxyContin, с оглед поставянето на „пациентите“ в зависимост, и се съгласява да плати 600 милиона долара обезщетения на „пострадали“, като също така компанията е осъдена да изплати общо 34,5 милиона щатски долара глоби.
В други съдебни процеси трима от управляващите компанията са обвинени в извършването на криминално престъпление за подвеждане на обществеността и осъдени на 400 часа общественополезен труд по програмите на медикаментозно лечение.
На 4 октомври 2007 г. в Кентъки също е заведено дело със значим обществен интерес, поради злоупотреби с широко разпространен неин продукт с марката OxyContin. Делото е заведено от тогавашния главен прокурор Грег Стъмбо и служителите на Pike County, които изискват от Purdue Pharma изплащане на нови милиони като обезщетение за подвеждаща и некоректна реклама на продукта оксиконтин. От компанията се съгласяват да платят 600 милиона долара под формата на глоби и обезщетения за подвеждаща реклама на лекари и пациенти. Президентът на компанията, медицинският директор и главният юрист се признават за виновни по обвиненията в извършването на престъпления и заплащат лични глоби в размер малко повече от $34 милиона.